# 이승훈 (1969년)
이승훈(1969년~)은 대한민국의 배우이다.

## 출연작

### 영화
- 《소년들》(2023년) - 임형식 역
- 《블랙머니》(2019년) - 부장검사 역
- 《로마서 8:37》(2017년) - 박 변호사 역
- 《대립군》(2017년) - 의병 역
- 《특별수사: 사형수의 편지》(2016년) - 신부 역
- 《P.S.걸》(2016년) - 떡볶이집 손님 역
- 《검사외전》(2016년) - 박 계장 역
- 《검은 사제들》(2015년) - 여관직원 역
- 《비밀》(2015년) - 김 반장 역
- 《사슬》(2014년) - 명현 역
- 《여배우는 너무해》(2014년) - 김 대표 역
- 《더 파이브》(2013년) - 민수 역
- 《복날의 매트릭스》(2012년) - 김회장 / 집주인 역
- 《부러진 화살》(2012년) - 이 교수 / 이 변호사 역
- 《해로》(2012년) - 의사 2 역
- 《섬집아기》(2011년)
- 《파라노이아 소나타》(2010년) - 도 형사 역
- 《그녀들의 방》(2009년) - 복지재단 이 부장 역
- 《죽이고 싶은 남자》(2008년) - 희극인실 역
- 《GP506》(2008년) - 현재대원 선임하사 역
- 《복면달호》(2007년) - 이대칠 역
- 《오래된 정원》(2007년) - 남수 역
- 《자매는 모두 떠났는가?》(2005년)
- 《배낭을 멘 소년》(2005년) - 중국 공안 역
- 《왕의 남자》(2005년) - 팔복 역 (첫 천만영화)
- 《안녕, 형아》(2005년) - 욱이 아빠 역
- 《그때 그사람들》(2005년) - 이 소령 역
- 《맹부삼천지교》(2004년)
- 《안녕! 유에프오》(2004년) - 병훈 역
- 《빙우》(2004년) - 시료야마 역
- 《철없는 아내와 파란만장한 남편 그리고 태권소녀》(2002년) - 사랑의 ARS PD 역
- 《격투》(2001년)
- 《시험은 끝났다》(2001년)
- 《썸머타임》(2001년) - 장교 역
- 《바르도》(2000년)
- 《깡패 수업 2》(1999년)
- 《저물무렵 - 희망, 1027》(1999년) - 현석 역
- 《초록물고기》(1997년) - 김양길 부하 역
- 《칸》(1996년)
- 《귀천도》(1996년) - 빈 역
- 《돈을 갖고 튀어라》(1995년) - 방위 역
- 《테러리스트》(1995년)
- 《장미빛 인생》(1994년) - 불량배 4 역
- 《가진것 없소이다》(1992년)
- 《전국구》(1991년) - 여포 욕
- 《코리언 보이》(1991년)
- 《따봉 수사대 - 밥풀떼기 형사와 전봇대 형사》(1991년)
- 《돈키호테 형래와 산쵸 특공대》(1991년)
- 《불타는 태양》(1990년)
- 《영웅필살》(1990년)
- 《꼭지딴》(1990년)
- 《밥풀떼기 형사와 쌍라이트》(1990년)
- 《사부님 사부님》(1990년)

### 드라마
- 《붉은 단심》(KBS2, 2022년) - 노경문 역
- 《키마이라》(OCN, 2021년) - 함용복 역
- 《호텔 델루나》(tvN, 2019년)
- 《KBS 드라마 스페셜 - 참치와 돌고래》(KBS2, 2018년) - 김도일 역
- 《백일의 낭군님》(tvN, 2018년) - 우의정 역
- 《라이프 온 마스》(OCN, 2018년)
- 《화유기》(tvN, 2018년)
- 《크리미널 마인드》(tvN, 2017년)
- 《몬스터》(MBC, 2016년)
- 《너를 기억해》(KBS2, 2015년) - 주영재의 양아버지 역
- 《에어시티》(MBC, 2013년)
- 《별순검 시즌2》(MBC Every1, 2008년)
- 《유리의 성》(SBS, 2008년)

## 수상
- 2021년 제42회 서울연극제 연기상
- 2018년 제18회 한국 국제 2인극 페스티벌 연기상
- 2001년 동아연극상 연기상
- 1997년 제33회 백상예술대상 연극부문 남자신인연기상